# كولن برادفورد
كولن برادفورد (بالإنجليزية: Colin Bradford) هو عداء سريع جامايكي، ولد في 30 مايو 1955 في أبرشية سانت كاترين في جامايكا.

## وصلات خارجية
- كولن برادفورد على موقع الاتحاد الدولي لألعاب القوى (الإنجليزية)
- كولن برادفورد على موقع أوليمبيديا (الإنجليزية)
- كولن برادفورد على موقع اتحاد ألعاب الكومنولث (مؤرشف) (الإنجليزية)